# Falcatipes
Falcatipes (Фалкатипес — „закривљено стопало”) је изумрли ихнород плацентални сисара из кладуса Carnivoraformes, који је у периоду касног еоцена настањивао подручје Сјеверне Америке.

## Етимологија назива
| Ихнород:   | Поријекло назива од: | Значење назива:    |
| ---------- | --- | ------------------ |
| Falcatipes | - латинске ријечи фалкатус (лат. falcatus), која значи закривљено, кукасто или у облику српа - и старогрчке ријечи пус (стгрч. πούς), која значи стопало или нога | закривљено стопало |

| Ихноврста:     | Поријекло назива од:                                                                                                   | Значење назива:                     |
| -------------- | --- | ----------------------------------- |
| F. floriformis | - рода Falcatipes - латинске ријечи флос (лат. flos), која значи цвијет - и латинске ријечи форма (лат. forma), што значи облик | закривљено стопало у облику цвијета |

## Опис
Falcatipes floriformis је назив за јединку непознате врсте сисара из кладуса Carnivoraformes, која је иза себе оставила добро очуване отиске стопала на простору фосилни локалитета у округу Пресидио (Тексас). Из ови отисака се може видјети да се ова животиња кретала полудигитиградно. Могући кандидати међу представницима из кладуса Carnivoraformes који су могли оставити ове отиске нису тренутно познати.

## Систематика

### Класификација
| Ихноврста:                                  | Распрострањеност фосила и локација: | Временски распон:      |
| ------------------------------------------- | ----------------------------------- | ---------------------- |
| †F. floriformis (Sarjeant & Langston, 1994) | САД (Тексас)                        | 37,0 до 33,9 мил. год. |